# Capeshøj
Capeshøj er en langdysse fra yngre stenalder på det vestlige Tåsinge. Den er den bedst bevarede langdysse på øen og en af de bedst bevarede på Sydfyn.
Den er ca. 36 meter lang, 7 meter bred og næsten 1,5 meter høj. Capeshøj var oprindeligt omkranset af 56 store randsten (dog mangler flere nu), og den indeholder et smalt, rektangulært gravkammer, der tidligere var lukket med dæksten (nu forsvundet). Imellem randstenene har der været en tørmur af røde sandstensfliser, og på fire af dem var der skåltegn.
Langdyssen lå indtil en udgravning i 1976-1979 skjult under en stor gravhøj fra ældre bronzealder (cirka 1700-1100 f.Kr.). Bronzealderhøjen havde oprindeligt en diameter på 40 meter og var ca. 1,6 meter høj. Ved udgravningen fandt man blandt andet fire bronzealdergrave, der indeholdt to bronzesværd, to bronzebøjlenåle (dragtspænder) og en dobbeltknap.
- Gravkammer
- Bevoksning om sommeren